# 生体CPU
- 機動戦士ガンダムSEED > 生体CPU
- 機動戦士ガンダムSEED DESTINY > 生体CPU
- 機動戦士ガンダムSEED ASTRAYシリーズ > 生体CPU

生体CPU（せいたいシーピーユー）とは、『機動戦士ガンダムSEED』などのコズミック・イラ作品に登場する空想上の兵器。強化人間の一種。

## ブーステッドマン
『機動戦士ガンダムSEED』に登場。
地球連合軍がコーディネイターとの戦争遂行にあたり、実験的に投薬、特殊訓練、心理操作により兵士としてコーディネイター以上の身体能力を持たせたナチュラルであり、好戦的で一般的なナチュラルのモビルスーツ (MS) パイロットをはるかに上回る自らの身体能力の数々、そして搭乗機の高機能性を制御可能である。地球連合軍の上層部にはMSの部品の1つ「生体CPU」と見なされており、過去の経歴はすべて抹消されている。
外科手術で脳内や分泌腺内にマイクロ・インプラントを埋め込んだうえ、人工的に調剤された物質である「γ-グリフェプタン」を投与されている。これにより、生体CPUは耐久力や反射速度が極限まで向上されており、ナチュラルでありながらコーディネイターのMSに匹敵する性能を持つ専用MSの操縦に必要な能力を獲得している。また、訓練中の心理コントロール（一種の洗脳）により、MSに搭乗した際には戦闘に対して恐怖心を持たず、敵に対して凶暴性を増すような条件づけもされている。
反面、γ-グリフェプタンは凄まじい禁断症状を引き起こすため、定期的な投与ができる環境がなければ戦力として扱えず、作戦中に突発的な発作を起こして作戦継続が困難になる場合があるなど、兵士として運用する上では致命的な問題点も抱えている。
ただし、この点は地球連合軍にとってブーステッドマンの脱走や裏切りなどを防ぐ効果が期待でき、実際に薬物投与を受けられず禁断症状に苦しむことを恐れ、嫌々ながらも命令に従う姿が劇中で描かれている。
専用MSのパイロットとしてオルガ・サブナック、シャニ・アンドラス、クロト・ブエルの3名が戦闘に参加しており、劇中では、半ばムルタ・アズラエルの私兵として扱われている。3人のデータをナタル・バジルールが参照した際には、「オルガ・サブナック：強化インプラントStage2、クロト・ブエル：Stage3、シャニ・アンドラス：Stage4」と記述されている。
尚、「ブーステッドマン」という呼称は『ガンダムSEED ASTRAY』にて登場したものとなる。
γ-グリフェプタン
カテコールアミンをベースとした物質で、人体に投与されるとドーパミンやノルアドレナリンに類似する脳内伝達物質を生成する。この物質はストレスホルモンの一種であり、脳内麻薬として作用することで、人間に「火事場の馬鹿力」を出し続けさせるとともに多幸感を発生させ、屈折した破壊衝動をもたらす。一方でこの物質は人体で生成できないため、γ-グリフェプタンが投与されなくなった人間は他者との接触を拒み自分の世界に引き籠るようになり、消耗すると思考力が低下。最終的には廃人となって絶命する。
なお『機動戦士ガンダムSEED RGB ILLUSTRATIONS』におけるイラストストーリーに登場する老齢のカズイ・バスカークは、「散歩も億劫」な状態であるために似た名称の「グリフェプタンD」を常飲している。

### オルガ・サブナック
- 声優 - 涼平（現：小田井涼平）

【年齢：不明（推定19歳） 身長：173cm 体重：65kg 髪：明るい黄緑 瞳：青緑】
GAT-X131 カラミティのパイロット。階級は少尉。
強化の度合いはStage2。普段はジュブナイル小説など読書を嗜む物静かな青年だが、戦闘では敵味方の区別なく快楽的に破壊を行う。それでも、同僚に比べれば精神は安定しており、禁断症状で苦しみそうになる仲間を気遣う面もある。飛行戦闘能力の無いカラミティを運ぶのはクロトのレイダーだが、気の短いクロトはカラミティの運搬を拒否するため、クロトとは事あるごとにケンカをしていた。戦闘中には、「オラオラオラァァァ!!」や「落ちろぉぉぉ!!」と叫ぶ事が多い。戦争に関しては、「殺されるよりは殺したほうがマシ」という考えを持っている。
クロト、シャニはキラやアスランをターゲットにしていた為、2人よりも多くM1アストレイなど量産機を撃破している。
L4宙域での会戦にて、フリーダムの捕獲を命令されたクロトのレイダーと共に撃破寸前まで追い込むが、SEED覚醒したアスランに阻まれている。
第二次ヤキン・ドゥーエ攻防戦では、先んじて戦死したシャニの死を惜しむ描写が見られた。その後、キラのフリーダムとアスランのジャスティス（いずれもミーティアドッキング形態）と交戦。キラとアスランの連携攻撃により、フリーダムのビームソードを躱した直後に背後から機体の胴体をジャスティスのビームソードで両断され戦死した。
名字の「サブナック」はソロモン王の72人の悪魔の「サブナック」に由来する。

### クロト・ブエル
- 声優 - 結城比呂（現：優希比呂）

【年齢：不明（推定17歳） 身長：165cm 体重：52kg 髪：朱 瞳：青】 
GAT-X370 レイダーのパイロット。強化の度合いは"強化インプラントStage3"。
趣味はゲームで、待機中は携帯ゲーム機グレートワンダースワンXXXのシューティングゲームに没頭している様子が多く見られる。
子どものように口数が多く喧嘩っ早いので、オルガやシャニとの争いが絶えず、戦闘になるとオルガ、シャニと同様に凶暴さを発揮する。戦闘中は「滅殺!」、「撃滅!」等の不穏な二字熟語を叫びながらレイダーの武装・破砕球「ミョルニル」を振り回す戦い方が目立つ。戦争に関しては、「やらなきゃやられる、そんだけだろうが」という考えを持っている。一人称は「僕」だが、一度だけ「俺」になった時がある。
第二次ヤキン・ドゥーエ攻防戦において3人の中では最も長く生き残っていたが、母艦であるドミニオンが撃沈され、帰還する事が出来なくなってしまった状態で戦闘を続行した結果、γ-グリフェプタン欠乏による禁断症状の為に錯乱状態となってしまう。
プロヴィデンスとの交戦により行動不能に陥ったディアッカのバスターとそれに接近したイザークのデュエルと遭遇し、見境なく猛攻を仕掛けるが、デュエルがバスターのライフルを手に取って迎撃。その一撃を受けて、クロトは錯乱した言葉を発しながらレイダーと共に爆散し戦死。彼の死を以て、ブーステッドマンは全滅した。スペシャルエディションでは、プロヴィデンスに機体を損傷される前のバスターに撃たれ、戦死した。コミック版では、プロヴィデンスに敗北している。
『機動戦士ガンダムSEED DESTINY』では、マルマラ海の港の近くにある「ロドニアのラボ」をアスラン・ザラたちが調査した際、強化人間被験者のデータの中にクロトのデータが発見された。
彼の名字はソロモン王の72人の悪魔のブエルに由来する。また、名前のClothoだが、モイライの一人にも「クロト（Clotho）」がいる。

### シャニ・アンドラス
- 声優 - 宮本駿一（現：Shunn）

【年齢：不明（推定18歳） 身長：170cm 体重：57kg 髪：薄いエメラルドグリーン 瞳：右/紫・左/金（オッドアイであり、前髪で隠れた左眼は金色をしている）】
GAT-X252 フォビドゥンのパイロット。強化の度合いはStage4。
精神の破綻振りは3人の中でも際立っており、精神的にも幼く、最も嗜虐的な戦いを好む。趣味は音楽鑑賞で特にデスメタルノイズ系などネガティブなものを好む。アイマスクをして両耳にイヤホンを付け音楽を聴きながら寝ている事も多い。声を演じた宮本が監督から「気合を入れず、ダルそうな感じの声で演じてくれ」と指示されていた事もあり、ほとんど抑揚がない声色をしている。
搭乗しているフォビドゥンはビームを屈折、偏向させる特殊兵装「ゲシュマイディッヒ・パンツァー」を装備している。ビーム攻撃を受け流した際、嘲笑を込めながら「ハァン」と言う口癖がある。
L4コロニーでの戦闘以来、アスランが搭乗するジャスティスに執着し幾度も攻撃を仕掛ける場面が見られた。
第二次ヤキン・ドゥーエ攻防戦において、イザークの搭乗するデュエルと戦闘になり、「フレスベルグ」で攻撃するが、被弾直前にパージしたアサルトシュラウドとビームシールドで直撃を免れていたデュエルに接近を許し、ビームサーベルで機体の両腕を切断され、無防備になったコクピットを貫かれて戦死。直後に機体も爆散している。三人の中で最初の戦死者となった。
彼の名字はソロモン王の72人の悪魔のアンドラスに由来する。

## エクステンデッド
『機動戦士ガンダムSEED DESTINY』に登場。
ブーステッドマンが持っていた協調性のなさや凶暴性を改善した強化人間。改造の方法はブーステッドマンと同様に薬物投与や外科手術、幼少期からの訓練などによるものである。しかし、エクステンデットは精神的な安定性を保つため、「ゆりかご」と呼ばれる睡眠カプセルによって定期的な記憶の操作が行われる。こうした措置からブーステッドマンに比べコミュニケーション能力にも優れ、様々な作戦行動や連携も可能となっている。
また、時折暴走を起こすため、それを制御する「ブロックワード」と呼ばれる特殊な暗示が施されており、それを聞かせることで行動を抑制させる措置も施されている。ブロックワードはそれぞれが異なる言葉であり、ファントムペインに所属するステラ・ルーシェのブロックワードは「死」、アウル・ニーダのブロックワードは「母」、スティング・オークレーのブロックワードは「夢」となっている。
デストロイの搭乗者も全てエクステンデッドであり、その際にエクステンデッドを「生体CPU」と表現され、部品扱いされていた。
エクステンデット関連施設
ザフト軍にはブーステッドマンよりエクステンデッドの方が知られている。これは、ザフト軍がエクステンデッドの研究施設であるロドニア研究所を発見したのが切っ掛けである。シン・アスカらがロドニア研究所に調査に入った時には既に壊滅しており、内部にはエクステンデッドと思われる子供の数多くの遺体など凄惨な風景が広がっており、研究所のデータには、「ブーステッドマン」のクロト・ブエルのデータも存在していた。また、その後の戦闘において捕虜となったステラの体内からは、通常人間が体内に持たない物質が採取されている。
ザフト軍およびプラントの最高権力者であるギルバート・デュランダルは後にブルーコスモスの支援母体であるロゴスの悪行を世界に公表する際にロドニア研究所の映像を公開して、ロゴスを攻撃する政治的材料として利用した。

### アウル・ニーダ
- 声優：森田成一

【年齢：不明（推定16歳） 血液型：O型 身長：167cm 体重：57kg 髪：水色 瞳：濃い水色】
RGX-02（ZGMF-X31S）アビスのパイロット。

#### 人物像
地球連合軍第81独立機動群ファントムペインに所属するMSパイロット。スティング、ステラと共にアーモリーワンに潜入し、セカンドステージシリーズのMSを奪取する。以降、奪取時に搭乗したアビスを乗機とする。戦闘では水中からの攻撃でミネルバを窮地に陥れている。エクステンデッドとして尋常ならざる戦闘能力を持つ。ロドニアの研究所がザフトに発見されたと聞いた時、幼少期に研究所で「母さん」と呼んで懐いていた女性研究員の1人を思い出し「母さんが死んじゃうじゃないか！！」と絶叫し、錯乱した事からも分かるようにブロックワードは「母（母さん）」。気分屋で思ったことをはっきり口に出すやんちゃな性格でもあるが、負けず嫌いでもあり、ネオから「一機も落とせていない状態だから撤退する」と言われた際にはムキになり、「なら、撃墜してやるよ」と、より好戦的な一面を見せた。改造軍服を着用している。ステラについての記憶を消された際には、モビルスーツの格納庫にアビスとカオスしか無い事に違和感を覚えていた。

#### 作中の描写
クレタ沖の戦闘において、シンの搭乗するブラストインパルスと交戦する。アークエンジェルの二度目の戦闘介入により怒りでSEEDを発現させたシンのブラストインパルスが投げ付けたデファイアントビームジャベリンによりコクピットごと体を串刺しにされ、爆散する。小説版では、死に際にステラの事を思い出し、スティングとステラの事を想いながら安らかな最期を迎えているとされる。エクステンデッドのメンバーの中で、最初の戦死者となった。
一人称は「僕」だが時々「俺」に変わる。

### スティング・オークレー
- 声優：諏訪部順一

【年齢：不明（推定17歳） 血液型：A型 身長：172cm 体重：59kg 髪：黄緑 瞳：黄色】
RGX-01（ZGMF-X24S）カオスのパイロット。

#### 人物像
地球連合軍第81独立機動群ファントムペインに所属するMSパイロット。仲間のアウル、ステラと共にザフト軍の軍事工廠「アーモリーワン」を襲撃し、セカンドステージシリーズのMSを奪取する。以降、奪取時に搭乗したカオスを自分の乗機とする。その後、自分の身分を隠して、ディオキアの崖付近の洞窟にいたステラを救助しに来た際、彼女と共にいたシンとも出会っている。
3人のエクステンデッドの中では、最も冷静な判断能力を有しており、アウルとステラにとっては兄のような存在で、リーダー的な役割を果たしている。ファントムペインの宿命をもっとも理解しており、「ファントムペインに負けは許されない」と口にした事もある。アウルの死後、「最適化」によって記憶に空白が生まれ情緒不安定となっていった。非戦闘時はアウルと二人で遊んでいる事が多く、ガーティ・ルーではカードゲーム、J.P.ジョーンズではバスケをしている。ステラへの面倒見も良い。

#### 作中の描写
アーモリー・ワンでは、アスランが搭乗するザクウォーリアの左腕を切断し、シンが搭乗するソードインパルスのエクスカリバー レーザー対艦刀を真っ二つにする活躍も見せた。小惑星帯での戦闘で、ショーンの搭乗するゲイツRを撃破している。しかし、ユニウスセブンでの戦闘では、イザークとアスランの連携によって、ビームライフル、シールド、機動兵装ポッドを破壊され、撤退した。
ステラがロドニア研究所に向かい捕虜になった事で、記憶からステラの存在を消されてしまい、後に再会しても全く気に留める事はなかった。地上に降りてからは主にアスランと交戦するが、クレタ沖での戦闘でキラが搭乗するフリーダムの介入により、機体を大破させられ、負傷している。その後アウルが戦死し、事実上ファントムペインのエクステンデッドは彼一人になってしまう。
ベルリンでの戦闘において、アークエンジェル所属のムラサメ3機と空戦の末、カオスを撃墜されてしまう。これは『SEED』『SEED DESTINY』において専用機に乗っていながら量産機に撃破された唯一の例となったが、無事に生還している。
ヘブンズベース攻防戦において、5機投入されたデストロイの1号機に搭乗した。生体CPUとしての調整のため、記憶の空白と度重なる薬物による強化調整で以前の冷静さは無く、破壊を愉しむ狂的な性格に変貌していた。デストロイの性能も相まって対ロゴス同盟軍相手に殺戮・破壊の限りを尽くすが、最終的にSEED覚醒したシンが搭乗するデスティニーによるアロンダイトビームソードの攻撃でコックピットごと腹部を串刺しにされ、最期を迎える。小説版では、その際も瀕死の状態で尚もデストロイへの執着心を貫いていたが、アウル、ステラと思われる存在が現れ、2人の事を「面倒を見てやらないと仕方がない」と感じた彼は、記憶を取り戻したかのような描写の後、2人の元へ行く形で死亡した。彼の死を以って、エクステンデッドは全滅した。

### ステラ・ルーシェ
- 声優：桑島法子

【年齢：不明（推定16歳） 血液型：A型 身長：163cm 体重：43kg 髪：黄金 瞳：赤紫 趣味：（独自の感性のままの）ダンス 好きなもの：海】
RGX-03（ZGMF-X88S）ガイアのパイロット。

#### 人物像
地球連合軍第81独立機動群ファントムペインに所属するMSパイロット。軍服は肩を露出した改造軍服を着用。「死」に関連する言葉、「死」に繋がる状況を極度に恐れ、この言葉を聞くと例え戦闘中でもパニックに陥ってしまう。
年不相応の幼い口調で話し、普段はおっとりとしたおとなしめな性格をしている。思考力や精神年齢も幼いため、地球連合軍が敵対しているものを全て「悪い奴」「怖いもの」と刷り込まれるがままに敵機を撃破していた。戦闘になると普段とは打って変わり攻撃的な言動に変わり、恐怖を忘れて戦っている。
軍内ではロドニア研究所にいた時から共に過ごしてきたスティングとアウル、ファントムペインでの上官ネオの3人にしか心を開いておらず、他の人物とは全く会話しない。
ステラのシンに対する想いはネオから得られる安心感とは異なると言及され（恋であるかのような示唆がされている）、最期にはシンに想いを伝えて息を引き取った。

#### 作中の描写
アーモリーワンをスティング、アウルと共に襲撃し、セカンドステージシリーズのMS・ガイアを奪取。以降、自分の搭乗機とした。この作戦で、侵入したアーモリーワンの街中でシンと遭遇しているが、互いにその事は記憶に残っていない。また、MS奪取を阻止するため出撃したシンと互いに相手を認識しないまま、戦闘を行っている。
ディオキア近辺の岸壁の上で踊っているうちに海に転落し、溺れそうになったところを偶然そこに居合わせたシンに救助される。シンが何故崖から落ちたのか理由を聞く際に、ブロックワードである「死」を口走ってしまい、パニック状態に陥るが、シンに抱き寄せられ「君を守る」と約束された事によって、精神の安定を取り戻す事が出来た。これ以後、「守る」は彼女にとって「死」と対を成す言葉となり、両者共にその約束を固く信じるようになる。その後、二人は救助が来るまでの間、付近にあった洞穴の中で火を焚き、束の間の時間を共有する事になる。この時に、怪我を負った足に、シンが巻き付けたハンカチを貰い、ステラはシンに拾った貝殻を渡した。救助された二人は別れ際に再会の約束をする。しかし、シンと共に過ごした思い出はファントムペインの処置により全て消されてしまう。
黒海沿岸の戦闘で介入してきたフリーダムに逆上し、ガイアのグリフォンブレイドを展開させて襲い掛かり、同じくフリーダムに接近していたハイネが搭乗するグフイグナイテッドを真っ二つにした。
ロドニアの研究所がザフトに発見されたと聞き、ロドニアへ単独で出撃するが、シンのインパルスとアスランのセイバーに撃墜され、ガイアの搭乗者がステラであると気付いたシンによってミネルバの医務室へと運び込まれる。「生きたエクステンデッドのサンプル」としてプラントへ連れて行かれる事が決まり、医務室のベッドに拘束されてしまうが、シンと触れる事によって消された「シンと共にディオキアで過ごした記憶」を取り戻した。
定期的に薬剤投与などが必要な特殊体質になってしまっているため、ミネルバでは処置の施しようがなくタリアは人道的見地と捕虜としてプラントへの連行の為の延命を厳命するが、瀕死状態に陥り医療班の医師たちはさじを投げた状態になる。シンは30話でタリアと軍医の会話を聞き、瀕死のステラは生きたままサンプルとして評議会に引き渡されると知り、ミネルバ内でレイに助けられながらも強引に捕虜のステラを連れ出す。「ステラを守る」と誓ったシンによって身柄をネオに引き渡され彼女を「戦争とは絶対に遠い優しい世界」へ返す事を強く約束させる。別れの際、シンからディオキアで渡した貝殻を受け取る。その後、ファントムペインで治療を施され、一命を取り止めた。しかし回復後に再度シンに関する記憶を全て消されてしまい、またジブリールの強硬により、戦争に再び駆り出されてしまった。
ファントムペインに復帰した彼女はロシア平原からデストロイに搭乗し、ベルリンまで大量虐殺を行いながら移動する。それを撃墜しようと現れたキラのフリーダムにネオのウィンダムが撃墜された事で恐怖に支配されてしまうが、シンが必死に呼びかけ「君を守る」と叫んだ事により、シンと過ごした記憶を取り戻し、死の恐怖から開放され安堵したステラは戦闘を中断。
身体を置いて魂でシンと触れ合うが、フリーダムが視界に入った事で再び恐怖が蘇ってしまう。シンの説得も届かず、デストロイのスーパースキュラをシンに向けてしまい、それを止めようとしたキラはフリーダムのラケルタ・ビームサーベルによってスーパースキュラの砲台を貫きデストロイを撃墜、その際の爆発に巻き込まれ重傷を負い、シンとの最期の会話で「シン、好き」と自分の想いを告げ、彼の腕の中で力尽きて死亡した。
彼女の遺体は、「これ以上誰かに彼女を弄ばれたくない」と願うシンによって、雪の降る山中へ水葬された。ステラの首にはシンとの間で行き来した貝殻がネックレスとして付けられていた。彼女の死は、またも「大切な人」を眼前で喪ったシンの心に大きな影を落とし、キラに対する強い怒りと逆恨みから、彼との対立を決定的なものにした。これ以後、シンはキラへの復讐心を露わにし、キラを擁護している上官のアスランとも敵対する事になる。
「SEEDシリーズ」の設定を担当した下村敬治が執筆したイラストコラムでは、二次大戦からかなりの年月が経った時代にとある老人がステラの埋葬された湖へ慰霊に訪れるエピソードが語られている。
C.E.75年を描いた映画『機動戦士ガンダムSEED FREEDOM』では、敵のブラックナイトスコード（ブラックナイツ）に精神を乗っ取られかけたシンを守るべく幻影として現れ、逆にブラックナイツに対しては化け物のような姿に変貌して威嚇する。
一人称は『ステラ』だが、戦闘時は『私』。

### 評価
『愛と戦いのロボット 完全保存版』で発表されたアンケート「みんなで選ぶロボットアニメーションベスト100」では、「一番お気に入りのヒロインは？」で第46位にランクインした。

### ファンフェルト・リア・リンゼイ
『機動戦士ガンダムSEED C.E.73 Δ ASTRAY』に登場。元はオーブ軍に所属する下級氏族出身のパイロットで普通のナチュラルであったが、アグニス・ブラーエに敗れて顔などに酷い火傷を負った。

## その他の強化策
『機動戦士ガンダムSEED ASTRAY B』では、ペルグランデに搭乗するパイロットたち3人が各自の脳を直結させることで、X・Y・Z軸の空間認識力をそれぞれ補い、第一世代ドラグーン・システムの使用を可能にしている。尚、ペルグランデはアズラエル財団が傘下となって開発されている。